# Kutuz
Kutuz arab. قطز (pełne imię: al-Malik al-Muzaffar Sajf ad-Din Kutuz al-Mu’izzi), zm. 24 października 1260 – sułtan mameluków, panujący od listopada 1259 aż do śmierci.
Kutuz rozpoczął swoją karierę jako mameluk sułtana Ajbaka (1250 – 1257), wchodzący w skład jego gwardii Al-Mu’izzijja. Szybko stał się on prawą ręką sułtana, o czym świadczy choćby fakt, iż w 1252 Ajbak doprowadził do objęcia przez Kutuza kluczowego stanowiska wicekróla Egiptu (na’ib as-saltana bi-Misr). Był to tylko jeden z elementów rywalizacji sułtana ze stronnictwem skupionym wokół mameluków z dawnej gwardii sułtana As-Saliha (1238 – 1249), Bahrytów, na których czele stał emir Aktaj al-Dżamadar. To właśnie Kutuz wraz z dwoma innymi mamelukami ostatecznie zamordował Aktaja z polecenia sułtana 18 września 1254, co doprowadziło do ucieczki z Egiptu wielu wpływowych Bahrytów. Kiedy po śmierci Ajbaka z rąk Szadżar ad-Durr (1250) tron przejął jego piętnastoletni syn Al-Mansur Ali (1257 – 1259) Kutuz zachował tytuł wicekróla i administrował państwem. W walce o władzę musiał jednak rywalizować ze swoimi mameluckimi towarzyszami, Sandżarem al-Halabim, a następnie Aktajem al-Mustaribim, którzy kolejno sprawowali stanowisko głównodowodzącego armią (atabak al-asakir).
Wygnani Bahryci, nad którymi przywództwo przejął Bajbars, wstąpili na służbę ajjubidzkiego władcy Al-Karaku, Al-Mughisa Umara (1250 – 1263), którego posiadłości stanowiły znakomitą bazę wypadową do ataku na Egipt. W listopadzie 1257 współdziałający z Al-Mughisem Bahryci najechali Egipt, zostali jednak pokonani przez Kutuza i Aktaja pod As-Salihijją na podejściu do Delty Nilu od wschodu. Pomimo to w kwietniu 1258 Bahryci i Al-Mughis ponowili atak, tylko po to, by ponownie ponieść klęskę w drugiej bitwie pod As-Salihijją, w której tym razem Kutuz zdziesiątkował szeregi Bahrytów i zgładził wielu ich czołowych przywódców.
Tymczasem w 1258 Mongołowie zdobyli Bagdad, niszcząc abbasydzki kalifat, po czym ruszyli dalej na zachód, w kierunku Al-Dżaziry i Syrii. W tej sytuacji w listopadzie 1259 Kutuz doprowadził do detronizacji małoletniego Al-Mansura Alego i sam objął sułtanat, uzasadniając to koniecznością silnego przywództwa w obliczu zagrożenia, przy czym miał obiecać emirom protestującym przeciwko temu aktowi uzurpacji że ustąpi z tronu gdy Mongołowie zostaną pokonani. Kutuz stał się tym samym pierwszym z wielu późniejszych mameluków, którzy zdetronizowali syna swojego dawnego przywódcy (ustaz) by przejąć sułtanat, ustanawiając tym samym, jak to ujął Ibn Taghribirdi "groźny precedens, który doprowadził do upadku spraw Egiptu". 25 stycznia 1260 Mongołowie zdobyli Aleppo, skąd wcześniej uciekł ajjubidzki sułtan An-Nasir Jusuf (1236 – 1260), tylko po to by niedługo później i tak dostać się do niewoli Hulagu-chana (1256 – 1265). W tej krytycznej sytuacji Kutuz i Bajbars porozumieli się ze sobą i ten ostatni 17 marca 1260 powrócił do Egiptu, po uzyskaniu zaprzysiężonej przez sułtana gwarancji bezpieczeństwa. Kilka dni później w ręce Mongołów wpadł Damaszek, a ich oddziały dotarły aż do Hebronu i Gazy.
Hulagu wysłał do Kutuza poselstwo, wzywając do poddania się, jednak ten w odpowiedzi zabił mongolskich posłów, co było jawnym wyzwaniem. 26 lipca 1260 mamelucka armia wyruszyła w kierunku Palestyny. Nowemu sułtanowi udało się zagwarantować swobodny przemarsz mameluckich sił przez terytorium Akki, odrzucił on jednak ofertę pomocy ze strony miejscowych krzyżowców. Bajbars ruszył przodem z oddziałem zwiadowczym, aby rozpoznać stanowiska armii Mongołów, która rozłożyła się obozem pod Ajn Dżalut w dolinie Jezreel. To w tym terenie 3 września 1260 mamelucy pokonali armię mongolską, której dowódca Kitboga został zabity. "Był to koniec panowania Mongołów w Syrii i Egipt uwolnił się od groźby mongolskiego najazdu".
W wyniku mongolskiej inwazji Ajjubidzi utracili panowanie nad głównymi miastami Syrii i teraz bez walki przeszła ona pod zwierzchnictwo sułtanatu mameluków. Kutuz pozwolił zachować władzę w swoich niewielkich państewkach pozostałym przy życiu ajjubidzkim władcom Himsu, Hamy i Al-Karaku, którzy jednak odtąd musieli uznawać nad sobą władzę sułtana mameluków. Sandżar al-Halabi został namiestnikiem Damaszku, a Aleppo dostało się Ala ad-Din Alemu, synowi zmarłego w poprzednim roku władcy Mosulu Badr ad-Din Lulu (1232 – 1259). Uporawszy się ze sprawami Syrii, Kutuz wyruszył w drogę powrotną do Kairu. Tymczasem rywalizacja pomiędzy dawnymi mamelukami z gwardii Al-Mu’izzijja a Bahrytami wcale nie wygasła, lecz jedynie przycichła w momencie mongolskiego zagrożenia, i po jego zażegnaniu wybuchła z nową siłą. Bahryci zawiązali spisek i w drodze powrotnej do Egiptu 24 października 1260 zamordowali Kutuza w al-Kusajr w pobliżu As-Salihiji.